# Pluton łącznikowy nr 1

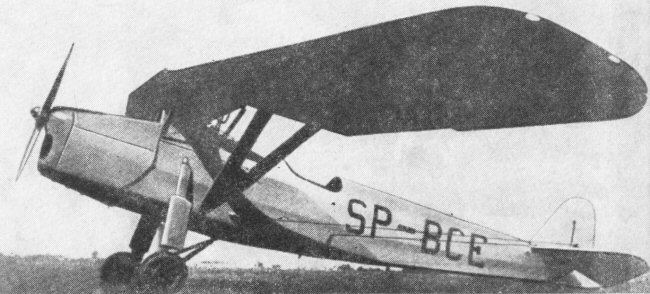
RWD-8 - samolot łącznikowy

Pluton łącznikowy nr 1 – pododdział lotnictwa łącznikowego Wojska Polskiego w II Rzeczypospolitej.
Jednostka Lotnictwa Dyspozycyjnego Naczelnego Wodza we wrześniu 1939.

## Opis plutonu
Charakterystyka:
- Dowódca: por. rez. pil. Henryk Śliwiński
- Miejsce stacjonowania: lotnisko Okęcie
- Wyposażenie: 3 samoloty RWD-8
- Uwagi: w odwodzie Naczelnego Wodza